# 第8軍 (アメリカ軍)
第8軍（だいはちぐん、U.S. Eighth Army）は、アメリカ陸軍の部隊の一つであり、在韓米軍の陸上戦力を構成している。朝鮮戦争以降、韓国に駐留している。2024年5月現在の司令官はクリストファー・ラニーブ中将（Christopher LaNeve）。

## 概要
軍司令部は2017年7月から平沢市のハンフリーズ基地に駐在する。司令官は米韓連合軍司令部参謀長を兼任する。主力部隊はソウル南方の平沢に配備された第2歩兵師団である。2018年現在では在韓米軍の改編が進行中であり、ハンフリーズ基地へ移転するまで司令部が駐在していた ソウル特別市龍山基地も韓国への返還が決定している。
また、2015年12月には韓国側へ戦時作戦統制権を移管予定であったことに伴い、第8軍司令部はハワイにあるアメリカ太平洋陸軍司令部への統合も検討されていたが、戦時作戦統制権移管は2020年代半ばまで延期することを米韓は2014年に合意した。

## 歴史
第二次世界大戦中の1944年6月10日、ロバート・アイケルバーガー中将指揮下に編成された。戦域への投入は、1944年9月のことであり、北部ニューギニアやアドミラルティ諸島において、第6軍と交代し、警備任務についた。12月にはレイテ島へ移動し、1945年1月に傘下の第11軍団がルソン島で戦闘を行っている。その後、終戦までフィリピンで掃討作戦を行っている。
ダウンフォール作戦に投入される予定であったが、その前に日本が降伏したため、占領任務に用いられた。日本へは1945年8月30日に到着を開始し、司令部を横浜市（横浜税関本庁舎）に設置した。
同年9月8日、第8軍第一騎兵師団がジープを連ねて東京に進駐を開始。アメリカ軍による占領を象徴する出来事となった。
当初、糸魚川と小田原を結ぶ線以西の西日本を第6軍、東日本を第8軍が担任することになっており、第8軍は東日本に進駐したが、日本占領が円滑に進んだこと、第8軍より早期に創設された第6軍に復員得点の溜まっている部隊が多かったこと等から、第6軍が撤退して第8軍が西日本を含めた日本占領の主力となり、日本に駐留する全米陸軍部隊を統括した。
しかし、日本占領の安定化やアメリカの戦時体制の解除に伴って第8軍も急速に復員が進み、1945年末には約24万人を数えた兵力も、わずか1年後の1946年末には約5万8千人となり、さらに1948年4月末には約4万5千人となっていた。
また、韓国の独立により朝鮮半島南部に進駐していた米第24軍団も復員したことから、極東における唯一の米陸軍部隊となっていたため、朝鮮戦争勃発にあたっては米軍の主力として投入され、以後朝鮮半島（韓国）に駐留を続けている。

## 軍司令官
| 写真 | 氏名                                              | 勤続期間                        |
| ---- | ------------------------------------------------- | ------------------------------- |
|      | ロバート・アイケルバーガー中将                    | 1944年1月1日 - 1948年8月4日     |
|      | ウォルトン・ウォーカー中将                        | 1948年8月4日 - 1950年12月23日   |
|      | フランク・W・ミルバーン中将（代行）               | 1950年12月24日 - 1950年12月25日 |
|      | マシュー・リッジウェイ大将                        | 1950年12月25日 - 1951年         |
|      | ジェームズ・ヴァン・フリート大将                  | 1951年 - 1953年2月11日          |
|      | マクスウェル・D・テイラー大将                     | 1953年 - 1955年                 |
|      | ライマン・レムニッツァー大将                      | 1955年3月 - 1957年              |
|      | アイザック・ホワイト大将                          | 1957年 - 1959年                 |
|      | カーター・B・マグルーダー大将                     | 1961年 - 1963年                 |
|      | ハミルトン・H・ハウズ大将                         | 1963年8月1日 - 1965年6月15日    |
|      | ドワイト・E・ビーチ大将                           | 1965年 - 1966年                 |
|      | チャールズ・H・ボーンスティール3世大将            | 1966年 - 1969年                 |
|      | ジョン・H・マイケレス大将                         | 1969年 - 1972年                 |
|      | ジョン・ヴェッシー・ジュニア大将                  | 1976年 - 1978年11月6日          |
|      | ジョン・A・ウィッカム大将                         | 1979年 - 1982年                 |
|      | ロバート・W・セネワルド大将                       | 1982年 - 1984年                 |
|      | ウィリアム・J・リブジー大将                       | 1984年6月1日 - 1987年7月25日    |
|      | ルイス・C・メネトリー大将                         | 1987年6月25日 - 1990年6月26日   |
|      | ロバート・R・リズカシー大将                       | 1990年6月26日 - 1992年          |
|      | エドウィン・H・バーバ・ジュニア大将               | 1992年 - 1993年                 |
|      | チャールズ・C・キャンベル中将                     | 2002年12月6日 - 2006年4月10日   |
|      | デイヴィッド・P・ヴァルコート中将                 | 2006年4月11日 - 2008年2月17日   |
|      | ジョセフ・フィル少将 Joseph Fil                   | 2008年2月18日 - 2010年11月19日  |
|      | ジョン・D・ジョンソン中将 John D. Johnson         | 2010年11月9日 - 2013年6月26日   |
|      | バーナード・S・シャンプー中将 Bernard S. Champoux | 2013年6月27日 - 2016年2月2日    |
|      | トーマス・S・ヴァンダル中将 Thomas S. Vandal      | 2016年2月2日 - 2018年1月        |
|      | マイケル・A・ビルズ中将 Michael A. Bills          | 2018年1月 - 2020年10月          |
|      | ウィラード・バーレソン中将 Willard Burleson       | 2020年10月 - 2024年4月          |
|      | クリストファー・ラニーブ中将 Christopher LaNeve   | 2024年4月 -                     |

## 編成
- 第2歩兵師団「インディアン・ヘッド」

第8軍の組織図

- 第19戦域支援集団（19th Expeditionary Sustainment Command）
- 第1通信旅団（英語版）
- 第35高射砲旅団（英語版）
- 第65医療旅団（英語版）
- 第501軍事情報旅団（英語版）
- 韓国勤務団大隊（英語版）
- 国連軍司令部付共同警備区域保安大隊（UNC Security Battalion-Joint Security Area）
- 第4-58飛行場業務大隊（4-58th Airfield Operations Battalion）
- 在韓野戦事務局（Korea Field Office）
- 第175財務管理センター（175th Financial Management Center）
- 在韓統合軍業務隊（Joint U.S. Military Affairs Group-Korea）
- 陸軍工兵隊極東管区（U.S. Army Corps of Engineers Far East District）
- 第8軍下士官学校（Eighth Army Noncommissioned Officers Academy）
- 第8軍軍楽隊（Eighth Army Band）
- 第8軍本部および本部付大隊（Headquarters and Headquarters Battalion, Eighth Army）
- 在韓陸軍特殊作戦部隊連絡班（Army Special Operations Forces Liaison Element-Korea, ALE-K)
- 在韓訓練支援隊（Training Support Activity Korea）